# Lîpove, Markivka
Lîpove (în ucraineană Липове) este un sat în comuna Kabîcivka din raionul Markivka, regiunea Luhansk, Ucraina.

## Demografie
Componența lingvistică a localității Lîpove
     Ucraineană (57,14%)
     Rusă (14,29%)
Conform recensământului din 2001, majoritatea populației localității Lîpove era vorbitoare de ucraineană (57,14%), existând în minoritate și vorbitori de rusă (14,29%).